# El Bale
El Bale è un comune (corregimiento) della Repubblica di Panama situato nel distretto di Ñürüm, comarca di Ngäbe-Buglé. Si estende su una superficie di 48,4 km² e conta una popolazione di 813 abitanti (censimento 2010).